# Alkaloid

Cấu trúc hóa học của ephedrin, một alkaloid nhóm phenethylamin

Alkaloid là cách chuyển tự sang dạng Việt hóa nửa chừng của alkaloid (tiếng Anh) hay alcaloïde (tiếng Pháp) hoặc алкалоид (tiếng Nga). Một cách chặt chẽ thì nó là amin nguồn gốc tự nhiên do thực vật tạo ra, nhưng các amin do động vật và nấm tạo ra cũng được gọi là các alkaloid. Nhiều alkaloid có các tác động dược lý học đối với con người và các động vật khác. Tên gọi của alkaloid trong một số ngôn ngữ phương Tây có lẽ có nguồn gốc từ alkali/ancali (kiềm); và ban đầu thuật ngữ này được sử dụng để miêu tả bất kỳ một base hữu cơ nào có chứa nitơ. Các alkaloid thông thường là các dẫn xuất của các amino acid và phần nhiều trong số chúng có vị đắng. Chúng được tìm thấy như là các chất chuyển hóa phụ trong thực vật (ví dụ khoai tây hay cà chua), động vật (ví dụ các loại tôm, cua, ốc, hến) và nấm. Nhiều alkaloid có thể được tinh chế từ các dịch chiết thô bằng phương pháp chiết axít-base.
Trong khi nhiều alkaloid là các chất độc thì một số lại được sử dụng trong y học với vai trò như là các chất giảm đau hay gây tê, cụ thể như morphin hay codein, cũng như trong một số ứng dụng khác.

## Khái niệm alcaloid
Polonopski định nghĩa: "Alkaloid là những hợp chất hữu cơ có chứa nitơ, đa số có nhân dị vòng, có phản ứng kiềm, thường gặp trong thực vật và đôi khi có trong động vật, thường có dược tính mạnh và cho những phản ứng hóa học với một số thuốc thử chung của alkaloid."
Tuy nhiên cũng có một số chất được xếp vào nhóm alkaloid nhưng nitơ không có dị vòng mà ở mạch nhánh như: ephedrine trong Ma hoàng Ephedra sinica Staf., capsaisin trong Ớt Capsicum annuum L., hordenin trong mầm mạch nha Hordenum sativum Jess., colchicine trong hạt cây tỏi độc Colchicum autumnale L.. Một số alkaloid không có phản ứng với kiềm như colchicine lấy từ hạt tỏi độc, ricinin lấy từ hạt thầu dầu Ricinus communis L., theobromin trong hạt cây cacao Theobroma cacao L. và có alkaloid phản ứng với acid yếu như arecaidin và guvacin trong hạt cau Areca catechu L..

## Phân loại
Các nhóm alkaloid hiện nay bao gồm:
- Nhóm pyridin: piperin, coniin, trigonellin, arecaidin, guvacin, pilocarpin, cytisin, spartein, pelletierin.
- Nhóm pyrrolidin: hygrin, cuscohygrin, nicotin
- Nhóm tropan: atropin, cocain, ecgonin, scopolamin
- Nhóm quinolin: quinin, quinidin, dihydroquinin, dihydroquinidin, strychnin, brucin, veratrin, cevadin
- Nhóm isoquinolin: Các alkaloid gốc thuốc phiện như morphin, codein, thebain, papaverin, narcotin, sanguinarin, narcein, hydrastin, berberin.
- Nhóm phenethylamin: mescalin, ephedrin, dopamin, amphetamin
- Nhóm indol:
  - Các tryptamin: DMT, N-methyltryptamin, psilocybin, serotonin
  - Các ergolin: Các alkaloid từ cựa ngũ cốc/cỏ như ergin, ergotamin, axít lysergic v.v
  - Các beta-carbolin: harmin, harmalin, yohimbin, reserpin, emetin
  - Các alkaloid từ chi Ba gạc (Rauwolfia): reserpin
- Nhóm purin:
  - Các xanthin: caffein, theobromin, theophyllin
- Nhóm terpenoid:
  - Các alkaloid aconit: aconitin
  - Các steroid: solanin, samandari (các hợp chất amoni bậc bốn): muscarin, cholin, neurin
- Các alkaloid từ dừa cạn (chi Vinca) và các họ hàng của nó: vinblastin, vincristin. Chúng là các chất chống ung thư và liên kết các nhị trùng (dime) tubulin tự do, vì thế phá vỡ cân bằng giữa trùng hợp (polyme hóa) và phản trùng hợp vi quản, tạo ra sự kìm hãm các tế bào trong pha giữa của quá trình phân bào.

## Lý tính
Phần lớn alcaloid trong thiên nhiên công thức cấu tạo có oxy nghĩa là trong công thức có C, H, N, O, những alcaloid này thường ở thể rắn ở nhiệt độ thường.
Ví dụ: Morphine, codein, strychnin, quinin, reserpin.
Những alcaloid thành phần cấu tạo không có oxy thường ở thể lỏng. Nhưng cũng có một số trường hợp ngoại lệ.
Ví dụ: Coniin, nicotin, spartein.
Các alcaloid ở thể rắn thường kết tinh được và có điểm chảy rõ ràng, nhưng cũng có một số alcaloid không có điểm chảy vì bị phân hủy ở nhiệt độ trước khi chảy.
Những alcaloid ở thể lỏng bay hơi được và thường vững bền, không bị phân hủy ở nhiệt độ sôi nên cất kéo được bằng hơi nước để lấy ra khỏi dược liệu.
| Mùi vị  | Đa số không mùi, có vị đắng và một số ít có vị cay như capsaixin, piperin… |
| Màu sắc | Hầu hết các alcaloid đều không màu, trừ một số alcaloid có màu vàng như berberin, palmatin, chelidonin. |
| Độ tan  | Alkaloid base không tan trong nước, dễ tan trong các dung môi hữu cơ như methanol, ethanol, ether, chloroform, benzen… Muối alkaloid dễ tan trong nước, hầu như không tan trong các dung môi hữu cơ ít phân cực. |

Dựa vào độ tan khác nhau của alcaloid base và muối alcaloid người ta sử dụng dung môi thích hợp để chiết xuất và tinh chế alcaloid.

## Hóa tính
- Một số alkaloid có tác dụng như base mạnh có khả năng làm xanh giấy quỳ đỏ như nicotin.
- Đa số các alcaloid đều có tính base yếu.
- Một số tính base rất yếu như cafein, piperin…
- Vài trường hợp ngoại lệ như colchicin, ricinin, theobromin không có phản ứng kiềm
- Cá biệt cũng có chất có phản ứng acid yếu như arecaidin, guvacin.

Do có tính base yếu nên có thể giải phóng alcaloid ra khỏi muối của nó bằng dung dịch kiềm trung bình và mạnh như NH4OH, NaOH…
Các alcaloid cho phản ứng với một số thuốc thử chung của alcaloid.

## Tác động sinh học
Công dụng của alkaloid rất đa dạng và phong phú, tùy theo từng loại alkaloid.
- Tác dụng lên hệ thần kinh

Kích thích thần kinh trung ương: strychnine, caffeine
Ức chế thần kinh trung ương: morphin. Codeine
Kích thích thần kinh giao cảm: ephedrine
Liệt giao cảm: yohimbin
Kích thích phó giao cảm: pilocarpin
Liệt phó giao cảm: atropine
Gây tê: cocaine
- Tác dụng hạ huyết áp: reserpine, serpentin
- Tác dụng chống ung thư: taxol, vinblastine, vincristine
- Tác dụng diệt ký sinh trùng, diệt khuẩn: quinine, berberine, arecoline, emetine

## Phân lập alkaloid
Trong cây các alkaloid luôn tồn tại ở dạng các muối với các axít hữu cơ và mỗi họ cây thường có một dãy alkaloid cùng nhóm, trong đó có nhóm chính và nhóm phụ. Hàm lượng của chúng phụ thuộc vào giống cây, mùa vụ và địa lý.
Để phân lập alkaloid phải qua quy trình sau:
a) Nghiền nhỏ nguyên liệu thành bột rồi ngâm với dung dịch HCl 1%(hoặc bằng dung dịch soda) để chuyển hóa hoàn toàn alkaloid thành muối chlorhydrat dễ tan.
b) Lọc lấy dung dịch muối, kiềm hóa để lấy alkaloid hoàn toàn khỏi muối.
c) Cất cuốn hơi nước hoặc chiết bằng dung môi hữu cơ như chloroform, benzen v.v.
d) Chạy sắc ký hoặc sắc ký bản mỏng điều chế...phân lập riêng từng alkaloid.
e) Xác định cấu trúc các alkaloid thử hoạt tính sinh học, đem sản phẩm thử nghiệm, ứng dụng.

## Thuộc tính hóa lý
- Phân tử lượng: khoảng 100-900
- Các alkaloid không chứa các nguyên tử oxy trong cấu trúc thông thường là chất lỏng ở điều kiện nhiệt độ phòng (ví dụ nicotin, spartein, coniin)
- Các alkaloid với các nguyên tử oxy trong cấu trúc nói chung là các chất rắn kết tinh ở điều kiện nhiệt độ phòng (ví dụ: berberin)
- Hoạt hóa quang học
- Tính kiềm phụ thuộc vào khả năng sẵn có của các cặp điện tử đơn độc trên nguyên tử nitơ & và kiểu khác (dị) vòng cùng các phần thay thế.
- Khả năng tạo ra muối với các axít vô cơ (ví dụ: với HCl, H2SO4, HNO3) hay các axít hữu cơ (như các muối tartrat, sulfamat, maleat)

## Sự tạo thành alkaloid trong cây
Nhờ phương pháp đánh dấu đồng vị phóng xạ người ta đã chứng minh được alkaloid tạo ra từ các amino acid. Người ta đã dùng amino acid có C14 và N15 đưa vào môi trường nuôi cấy hoặc tiêm vào thân cây. Alcaloid sau chiết xuất và phân lập có tính phóng xạ. Làm phản ứng phân hủy để tìm nguyên tử phóng xạ thì thấy được hầu hết nguyên tử nitơ và các nguyên tử carbon của amino acid đều nằm trong cấu trúc nhân cơ bản của alkaloid.
Nơi tạo ra alkaloid không phải luôn luôn là nơi tích tụ alkaloid. Nhiều alkaloid được tạo ra ở rễ lại vận chuyển lên phần trên mặt đất của cây, sau khi thực hiện những biến đổi thứ cấp chúng được tích lũy ở lá, quả hoặc hạt.
Vd: L-hyoscryamin trong cây Beladon được tạo ra ở rễ, sau đó chuyển lên phần trên mặt đất. Khi cây 1 tuổi thân cây chứa nhiều alcaloid hơn lá, khi cây 2 tuổi thân cây hóa gỗ nhiều hơn, hàm lượng alcaloid giảm xuống, hàm lượng alcaloid ở phần ngọn đạt được mức tối đa vào lúc cây ra hoa và giảm đi khi quả chín.

## Phân bố trong thiên nhiên
- Alkaloid có phổ biến trong thực vật, tập trung ở một số họ:

Apocynaceae (họ Trúc đào) có gần 800 alkaloid.
Papaveraceae (họ Thuốc phiện) gần 400 alkaloid.
Fabaceae (họ Đậu) 350 alkaloid.
Solanaceae (họ Cà) gần 200 alkaloid.
- Ở nấm có alkaloid trong nấm cựa khỏa mạch (Claviceps purpurea), nấm Amanita phalloides.
- Ở động vật, cũng đã tìm thấy alkaloid ngày càng tăng, alkaloid samandarin, samandaridin, samanin có trong tuyến da của loài kỳ nhông. Bufotenin, bufotenidin, dehydrobufotenin lấy từ nhựa cóc.
- Trong cây, alkaloid thường tập trung ở một số bộ phận nhất định.
- Rất ít trường hợp trong cây chỉ có một alkaloid duy nhất mà thường có hỗn hợp nhiều alkaloid, trong đó alkaloid có hàm lượng cao được gọi là alkaloid chính.
- Các alkaloid ở trong những cây cùng một họ thực vật cũng thường có cấu tạo rất gần nhau.
- Hàm lượng alkaloid trong cây thường rất thấp, Một số dược liệu chứa 1-3% alkaloid đã được coi là hàm lượng khá cao.
- Hàm lượng alkaloid trong cây phụ thuộc vào nhiều yếu tố như khí hậu, ánh sáng, chất đất, phân bón, giống cây, bộ phận thu hái và thời kỳ thu hái. Vì vậy đối với mỗi dược liệu cần nghiên cứu cách trồng trọt, thu hái và bảo quản để có hàm lượng hoạt chất cao.
  - Trong cây, alkaloid ít khi ở trạng thái tự do (alkaloid base), mà thường ở dạng muối của các acid hữu cơ như citrat, tactrat, oxalat, acetat…
- Có một số ít trường hợp alkaloid kết hợp với đường tạo ra dạng glycoalkaloid như solasonin và solamacgin trong cây Cà lá xẻ (Solanum laciniatum).

## Sách đọc thêm
2. Khoa dược (2008), "Giáo trình dược liệu", tập 2, Nhà xuất bản ĐH Y Dược TP,HCM.
3. Phạm Thanh Kỳ (1998), "Bài giảng dược liệu", tập II, Nhà xuất bản Đại học Dược Hà Nội.
4. Đỗ Tất Lợi (2004), "Những cây thuốc và vị thuốc Việt Nam", Nhà xuất bản Y học.
5. Nguyễn Kim Phi Phụng (2007), Phương pháp cô lập hợp chất hữu cơ, Nhà xuất bản ĐHQG Thành phố Hồ Chí Minh.
6. Ngô Văn Thu (2011), "Bài giảng dược liệu", tập I, Nhà xuất bản Đại học Dược Hà Nội.
7. Viện dược liệu (2004), "Cây thuốc và động vật làm thuốc ở Việt Nam", tập I, Nhà xuất bản khoa học kỹ thuật.
8. Viện dược liệu (2004), "Cây thuốc và động vật làm thuốc ở Việt Nam", tập II, Nhà xuất bản khoa học kỹ thuật.